# روابط اسرائیل و پاراگوئه
روابط اسرائیل و پاراگوئه به روابط فعلی و تاریخی اسرائیل و پاراگوئه اشاره دارد. هر دو کشور از اواسط قرن ۲۰ روابط دیپلماتیک کاملی دارند و تا سال ۲۰۱۸ سفارت کامل در کشور دیگر نمایندگی هر دو را داشته‌است.

## تاریخ
در سال ۱۹۴۷، پاراگوئه یکی از سی و سه کشوری بود که به طرح تقسیم سازمان ملل متحد ، برای فلسطین رأی داد و در واقع راه را برای ایجاد اسرائیل هموار کرد. دو کشور روابط دیپلماتیک را در سال ۱۹۴۹ آغاز کردند.
سفارت اسرائیل در آسونسیون در سال ۲۰۰۲ به دلیل کاهش بودجه تعطیل شد، اگرچه متخصصان حقوقی در اسرائیل ادعا کردند که این بنا به دلایل مذهبی بوده‌است. مجدداً در ژوئیه ۲۰۱۵ افتتاح شد. در سال ۲۰۰۵، سفارت پاراگوئه در منطقه مواسرت، همچنین به دلیل محدودیت‌های بودجه، بسته شد و در سال ۲۰۱۳ در هرتزلیا بازگشایی شد.

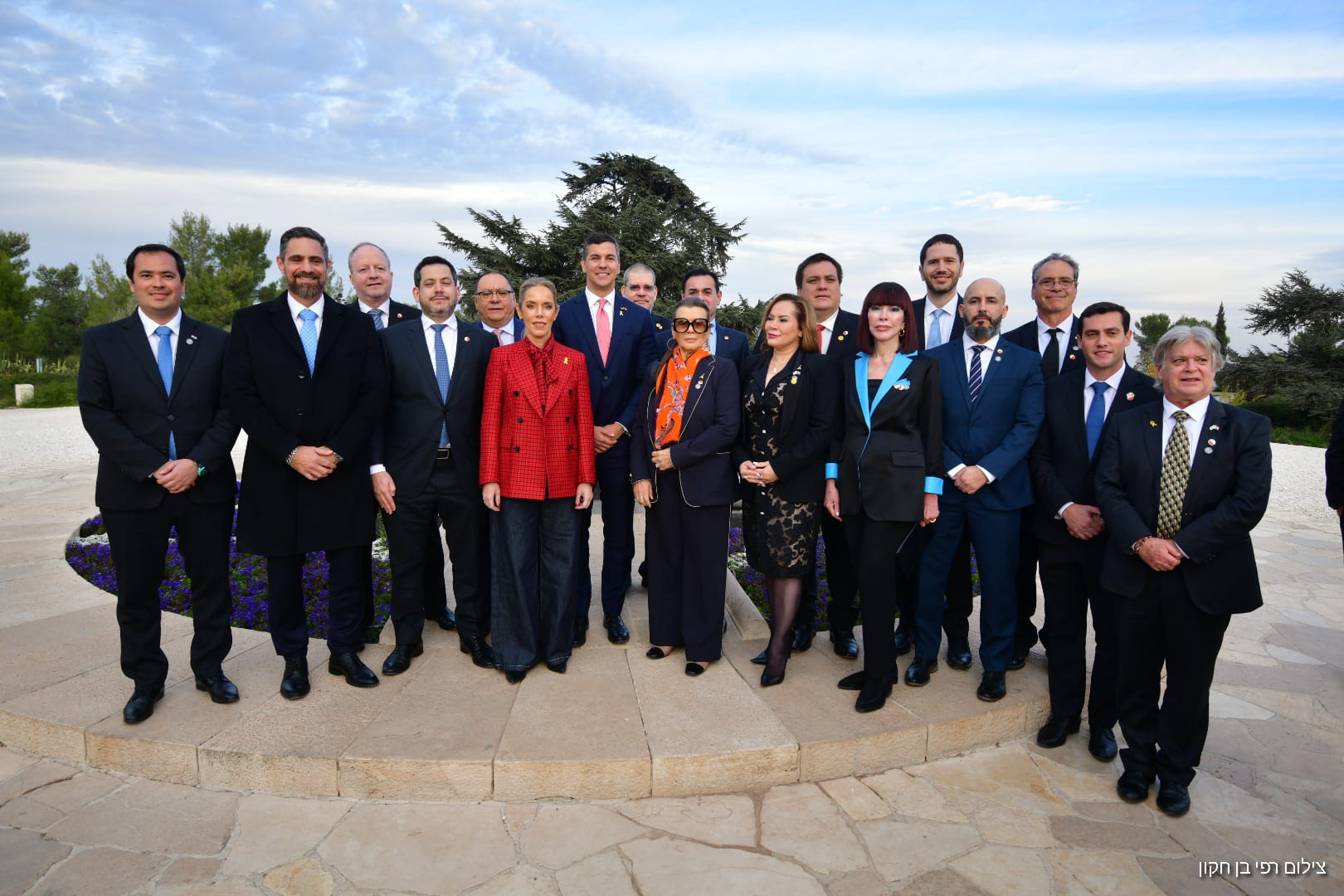
سانتیاگو پنیا رئیس جمهور پاراگوئه به همراه نمایندگان دولت در کوه هرتسل، دسامبر ۲۰۲۴

در ۲۱ مه ۲۰۱۸، رئیس‌جمهور پاراگوئه، هوراسیو کارتس، اعلام کرد که سفارت پاراگوئه به اورشلیم نقل مکان کرد و پس از ایالات متحده و گواتمالا به سومین کشور جهان تبدیل شد که این شهر را به عنوان پایتخت دیپلماتیک اسرائیل به رسمیت شناخت. نخست‌وزیر اسرائیل بنیامین نتانیاهو بسیار از آن قدردانی کرد. در همان روز انتقال، او در مراسم افتتاحیه، شرکت کرد و در آنجا دوستی پایدار ابراز کرد. این تغییر در سپتامبر ۲۰۱۸ توسط جانشین کارتز، ماریو عبدو بنیتس انجام شد. وزیر امور خارجه لوئیس کاستیگلیونی اظهار داشت که «پاراگوئه می‌خواهد به تشدید تلاش‌های دیپلماتیک منطقه ای برای دستیابی به صلح گسترده، عادلانه و پایدار در خاورمیانه کمک کند.» اسرائیل متعاقباً سفارت خود را تعطیل کرد و هیئتی را با هدف کمک به توسعه اقتصادی پاراگوئه لغو کرد.

## کمک خارجی
در ژانویه ۲۰۱۶، اسرائیل برای مقابله با سیل سنگینی که در پاراگوئه رخ داده بود و حدود ۱۰۰۰۰۰ نفر را آواره کرده بود کمکهایی به پاراگوئه ارسال کرد. در ژوئن ۲۰۱۶، نتافیم سیستم‌های آبیاری قطره ای پیشرفته را برای کمک به پاراگوئه در زمینه خشکسالی از طریق سفارت اسرائیل در آسونسیون ارسال کرد.

## روابط تجاری
صادرات اسرائیل به پاراگوئه در سال ۲۰۱۴ بالغ بر ۶٫۶۹ میلیون دلار بوده‌است که بیشتر در زمینه الکترونیک و مواد معدنی تمرکز داشته‌است. صادرات پاراگوئه به اسرائیل در همان سال ۱۴۵ میلیون دلار بود که تقریباً منحصراً از گوشت منجمد و دانه‌های سویا تشکیل شده بود.
در سال ۲۰۰۵، زمانی که صادرات اسرائیل به پاراگوئه بالغ بر ۲٫۵ میلیون دلار بود، دو کشور توافقنامه صادرات مشترک را امضا کردند که طبق آن هر کشور به افزایش تجارت متقابل کمک می‌کند. در سال ۲۰۱۰، اسرائیل و پاراگوئه نیز توافق کردند که در زمینه کشاورزی همکاری کنند و به عنوان توافق‌نامه گمرکی امضا کردند.
در سال ۲۰۱۵ گزارش شد که ارتش پاراگوئه تعدادی مسلسل سبک «Negev» از صنایع اسلحه اسرائیل خریداری کرده‌است.

## بازدیدهای سطح بالا

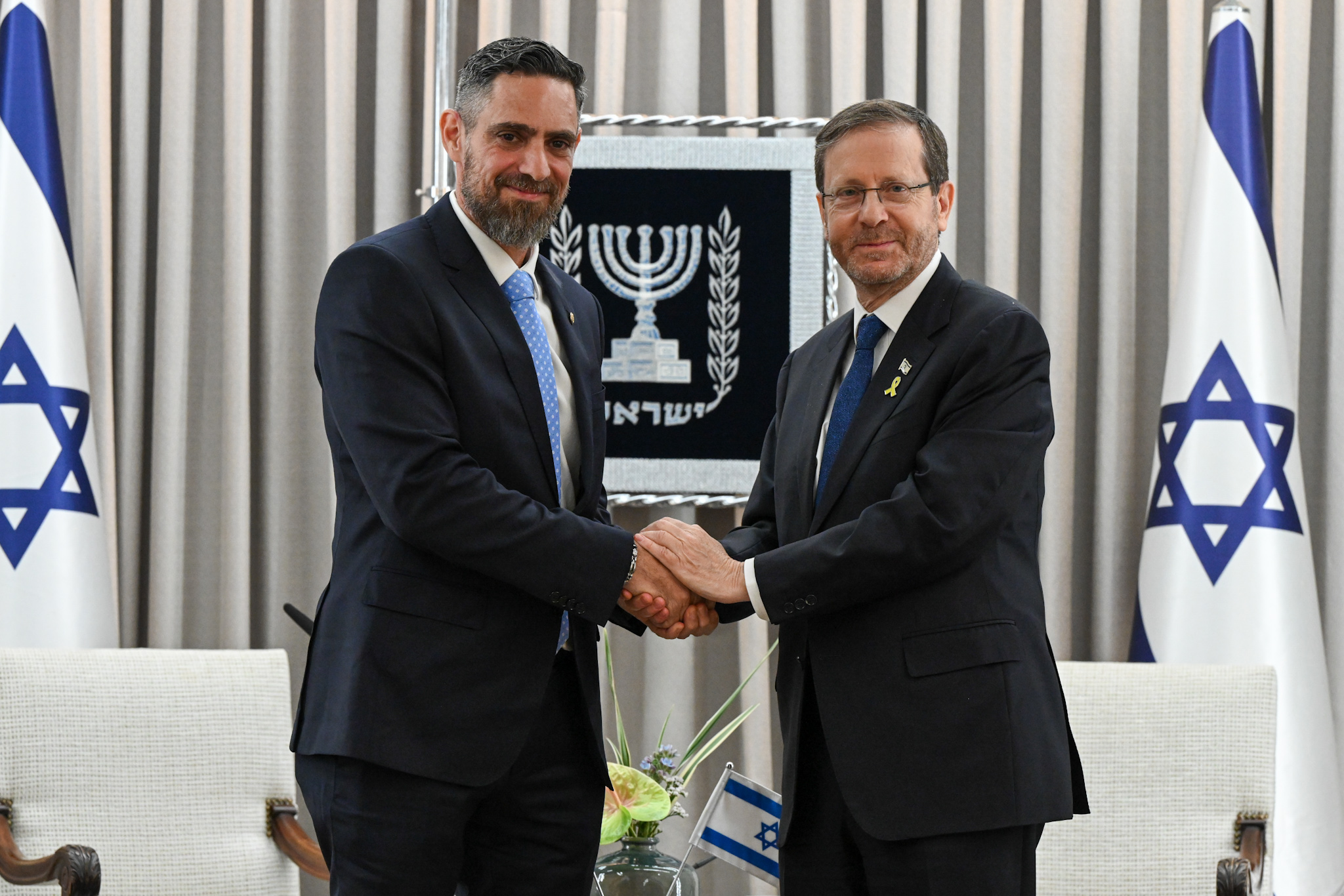
آلخاندرو روبین زایمرمن سفیر پاراگوئه و هرتزوگ رئیس‌جمهور اسرائیل، مارس ۲۰۲۴

- در نوامبر ۲۰۰۵، لوئیس کاستیگلیونی، معاون رئیس‌جمهور پاراگوئه، سفری رسمی به اسرائیل داشت.
- در نوامبر ۲۰۱۳، وزیر صنعت و تجارت پاراگوئه گوستاوو لایت به عنوان مهمان نفتالی بنت، وزیر اقتصاد وقت، برای کنفرانس فناوری آب WATEC از اسرائیل بازدید کرد.
- در ژوئیه ۲۰۱۶، رئیس‌جمهور هوراسیو کارتس برای اولین بار توسط رئیس‌جمهور پاراگوئه به اسرائیل سفر کرد. از جمله، وی تفاهم نامه ای را امضا کرد که بر اساس آن اسرائیل از نظر فنی به پاراگوئه کمک می‌کند.